# Donald Groves
Donald Groves è uno dei personaggi della serie tv statunitense Oz, interpretato da Sean Whitesell.

## Storia del personaggio
Groves è il detenuto nº 97G414, incarcerato il 3 luglio 1997 con un ergastolo da scontare nel penitenziario di massima sicurezza di Oswald per avere ucciso i suoi genitori a martellate, e per aver praticato cannibalismo verso sua madre (mentre, a detta dello stesso Groves, il padre sarebbe stato mangiato durante il giorno di Natale).
Durante tutta la sua vita in carcere, non ha mai mostrato né empatia né legami con alcun prigioniero o gang. Uno dei pochi detenuti con cui ha avuto delle discussioni è stato Miguel Alvarez e Bob Rebadow, al quale confida di voler uccidere il direttore di Oz, Leo Glynn. Il giorno dopo effettivamente prova ad accoltellarlo, ma per sbaglio uccide la guardia carceraria Lawrence Smith. Per questo verrà trasferito dopo poco nel braccio della morte, in attesa della sua esecuzione.
Groves mostra per la prima volta il suo lato umano prima della sua esecuzione tramite fucilazione, facendo promettere a padre Mukada di riferire alla madre dell'agente Smith le sue ultime parole prima di morire, così che possa mettersi l'animo in pace. Per un problema di microfoni però, le ultime parole di Groves risultano incomprensibili e nessuno dei presenti alla sua morte saprà mai cos'ha detto.